# Fresnes (Val-de-Marne)
Fresnes [fʁɛn] ist eine französische Gemeinde im Département Val-de-Marne. Die Stadt in der Île-de-France befindet sich 11,2 Kilometer südlich der Stadtmitte von Paris und hat 29.298 Einwohner (Stand 1. Januar 2022). Fresnes ist die westlichste Gemeinde des Départements Val-de-Marne.
In Fresnes befindet sich das drittgrößte Gefängnis Frankreichs (Maison d'arrêt de Fresnes), das unter anderem im Zweiten Weltkrieg der Gestapo zur Inhaftierung und Folter von Widerstandskämpfern und politischen Gefangenen diente. Im deutschen Sprachraum erlangte es besondere Bekanntheit durch Johannes Mario Simmels Werk Es muß nicht immer Kaviar sein.

## Name
Der Name Fresnes wurde zum ersten Mal in einer päpstlichen Bulle von 1152 als Fraxinum erwähnt. Der Name kommt aus dem mittelalterlichen Latein fraxinus (franz. frêne, „Esche“), aufgrund der Eschen, welche die Gegend von Fresnes in der damaligen Zeit bedeckten.

## Sehenswürdigkeiten
Siehe: Liste der Monuments historiques in Fresnes (Val-de-Marne)

## Städtepartnerschaften
Seit Juni 2008 besteht eine Städtepartnerschaft zwischen Fresnes und Homberg (Efze) in Deutschland.

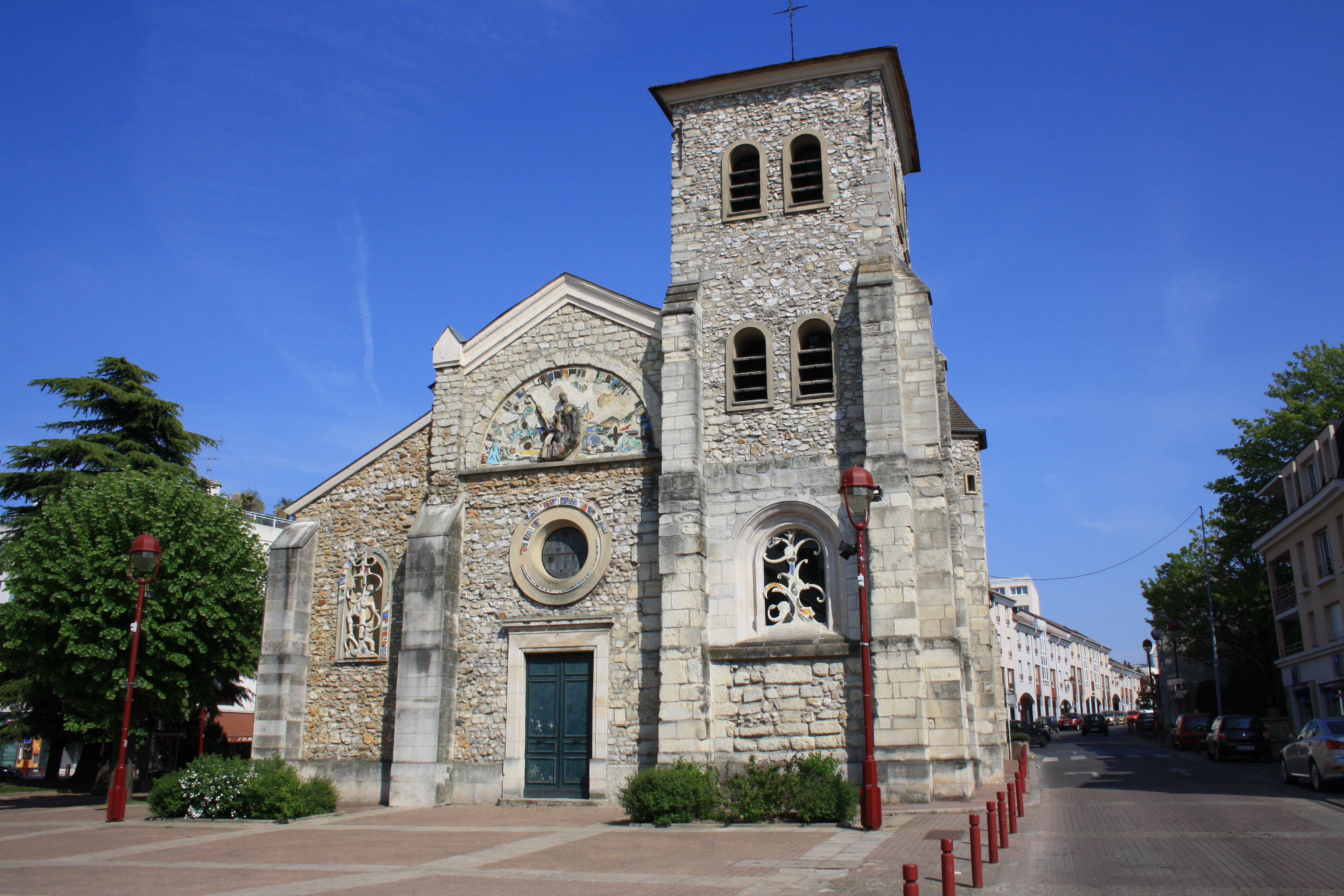
Kirche Saint-Eloi

## Verkehr
In Fresnes selbst gibt es keine Stationen der Schienennahverkehrsnetze Métro, RER oder Transilien; allerdings wird der Ort vom Busnetz der RATP bedient. Die nächstgelegenen RER-Bahnhöfe sind Parc de Sceaux, La Croix de Berny und Antony auf der RER Linie B und Chemin d'Antony auf der RER Linie C, alle in der Nachbargemeinde Antony.
Das Straßenverkehrsnetz wird dominiert von der Ringautobahn A 86, die ungefähr in Ost-West-Richtung durch das Stadtgebiet führt und dieses in zwei etwa gleich große Teile separiert, sowie durch die im Osten Fresnes’ die Stadt in Nord-Süd-Richtung durchlaufende A 6 Paris–Lyon. Beide Autobahnen haben Anschlussstellen in Fresnes.